# Lloyd Daniels
Lloyd Daniels (Brooklyn, Nueva York, 4 de septiembre de 1967) es un exjugador de baloncesto estadounidense que disputó cinco temporadas en la NBA, transcurriendo el resto de su carrera en ligas menores de su país, y en equipos de ocho países diferentes de todo el mundo. Con 2,01 metros de estatura, jugaba en la posición de escolta.

## Trayectoria deportiva

### Universidad
Considerado como el jugador con más talento de la ciudad de Nueva York desde Kareem Abdul-Jabbar, y llamado a relevar a Magic Johnson, fue reclutado por el legendario Jerry Tarkanian para jugar con los UNLV Rebels de la Universidad de Nevada, Las Vegas, pero Daniels, que había pasado por cinco institutos de tres estados diferentes, y apenas sabía leer más que un niño de tercer grado, fue enviado al Mt. San Antonio College, un junior college donde pudiera mejorar sus resultados académicos. Pero en febrero de 1987 fue detenido intentando comprar crack a un policía encubierto. No había llegado a jugar ni un minuto con los Rebels y ya nunca lo haría.

### Profesional
Los siguientes seis años fueron convulsos para Daniels. entró hasta en tres ocasiones en un programa de rehabilitación de drogas. En 1988 fue despedido de los Topeka Sizzlers de la CBA por su bajo estado de forma, y poco después fichó por un equipo de Nueva Zelanda con el que, tras disputar cuatro partidos, fue expulsado por beber mucha cerveza y faltar a los entrenamientos.
En mayo de 1989 fue alcanzado en el pecho por disparos en tres ocasiones, sobreviviendo a pesar de llegar a estar en estado crítico. Seis semanas después de aquello, y con una bala alojada en el hombro izquierdo, se propuso seguir con su carrera deportiva.
En el verano de 1992 le llegó la oportunidad de su vida, fichando por los San Antonio Spurs de la NBA. En su primera temporada en el equipo de Texas actuó como suplente de Dale Ellis, llegando a ser titular en 10 partidos, promediando al final 9,1 puntos y 2,8 rebotes por partido. Jugó una temporada más en los Spurs, pero ya no contó con tantos minutos con John Lucas en el banquillo, acabando la misma con 5,7 puntos y 1,7 rebotes por partido.
Tras no ser renovado por los Spurs, fue invitado a la pretemporada de los Philadelphia 76ers, con los que acabó firmando, pero únicamente llegó a disputar cinco encuentros, en los que promedió 4,6 puntos y 1,4 rebotes. Jugó en los Fort Wayne Fury de la CBA hasta que fue reclamado en febrero de 1995 por Los Angeles Lakers, con quienes firmó por 10 días, y acabó renovando hasta el final de la temporada. disputó 25 partidos, 14 de ellos como titular, promediando 7,4 puntos y 2,2 rebotes.
Al año siguiente recaló en Europa, primero en el CSP Limoges francés, y poco después en el Victoria Libertas Pesaro de la liga italiana, donde disputó una temporada, en la que promedió 21,6 puntos y 3,2 rebotes por partido.
Regresó a su país en 1996 para fichar como agente libre por los Sacramento Kings, con los que apenas disputó 5 partidos, promediando 1,2 puntos. Tras ser despedido en el mes de diciembre, pocos días después firmaría con los New Jersey Nets, con quienes acabó la temporada promediando 5,4 puntos y 2,3 rebotes por partido.
Tras acabar la temporada en los Fort Wayne Fury, en verano fichó por los Polluelos de Aibonito de la liga de Puerto Rico, donde en su primera temporada promedió 27,5 puntos y 6,6 rebotes por partido. Llegadas las competiciones de invierno, fichó por el Galatasaray turco, con los que promedió 22,1 puntos y 5,5 tebotes en 12 partidos jugados, hasta que en enero de 1998 firmó por diez días con los Toronto Raptors, renovando por dies más. Jugó 6 partidos en los que promedió 5,7 puntos y 1,2 rebotes.
Volvió al verano siguiente a los Polluelos, donde completó otra gran temporada, promediando 23,8 puntos y 6,8 rebotes por partido. Poco después recalaría en los Atlanta Hawks, con los que no llegó a debutar, en su última experiencia en la NBA.
A partir de ese momento, su carrera se centró en ligas menores de su país, con breves incursiones en ligas de otros continentes. Regresó a Italia para jugar con el Scafati Basket en 2001, pero fue cortado tras cuatro partidos, tras sólo anotar un punto ante Basket Rimini Crabs. Tras retirarse en 2002, trató de regresar en 2005, pero fue en vano.

## Estadísticas de su carrera en la NBA

### Temporada regular
| Año     | Equipo       | PJ  | PT | MPP  | %TC  | %3P  | %TL   | RPP | APP | ROB | TPP | PPP |
| ------- | ------------ | --- | -- | ---- | ---- | ---- | ----- | --- | --- | --- | --- | --- |
| 1992-93 | San Antonio  | 77  | 10 | 20.4 | .443 | .333 | .727  | 2.8 | 1.9 | .5  | .4  | 9.1 |
| 1993-94 | San Antonio  | 65  | 5  | 15.1 | .376 | .352 | .719  | 1.7 | 1.4 | .4  | .2  | 5.7 |
| 1994-95 | Philadelphia | 5   | 0  | 12.6 | .333 | .214 | 1.000 | 1.4 | .8  | .4  | .0  | 4.6 |
| 1994-95 | L.A. Lakers  | 25  | 15 | 21.6 | .390 | .267 | .800  | 2.2 | 1.4 | .8  | .4  | 7.4 |
| 1996-97 | Sacramento   | 5   | 0  | 5.6  | .125 | .182 | —     | .8  | .2  | .2  | .0  | 1.2 |
| 1996-97 | New Jersey   | 17  | 0  | 16.6 | .330 | .322 | .833  | 2.3 | 1.5 | .5  | .2  | 5.4 |
| 1997-98 | Toronto      | 6   | 0  | 13.7 | .414 | .222 | .800  | 1.2 | .7  | .5  | .3  | 5.7 |
| Total   | Total        | 200 | 29 | 17.7 | .403 | .316 | .743  | 2.2 | 1.6 | .5  | .3  | 7.1 |

### Playoffs
| Año   | Equipo      | PJ | PT | MPP  | %TC  | %3P  | %TL   | RPP | APP | ROB | TPP | PPP |
| ----- | ----------- | -- | -- | ---- | ---- | ---- | ----- | --- | --- | --- | --- | --- |
| 1993  | San Antonio | 8  | 0  | 9.3  | .367 | .143 | .833  | 1.9 | .3  | .4  | .0  | 3.5 |
| 1994  | San Antonio | 4  | 0  | 16.5 | .400 | .500 | 1.000 | 2.3 | .8  | .0  | .3  | 5.5 |
| Total | Total       | 12 | 0  | 11.7 | .380 | .333 | .875  | 2.0 | .4  | .3  | .1  | 4.2 |